# 宗教学科
宗教学科（しゅうきょうがっか）は、大学に置かれる学科の一つであり、宗教学を教育研究することを目的としている。かつては多くの大学に宗教学科が置かれていたが、現在は他学科に改組されている。

## 設置大学
- 天理大学